# Балтзелл, Исайя
Исайя Балтзелл (англ. Isaiah Baltzell; 26 ноября 1832, Термонт, штат Мэриленд — 16 января 1893, Эннвилл, штат Пенсильвания) — американский протестантский священник, гимнограф. Отец Уинтона Балтзелла.
Принадлежал к Церкви Объединённых братьев во Христе, рукоположён в 1856 году. С 1859 года выступал как автор и редактор религиозных гимнов. В 1871 году вместе с Джорджем Вашингтоном Майлзом Ригором (1831—1906) опубликовал собрание гимнов «Хоральный сборник» (англ. The Choral Songster), в 1872 году вместе с ним же редактировал ежемесячный журнал Music Visitor, публиковавший материалы для уроков музыки в воскресных школах церкви. В 1873 году входил в комиссию, редактировавшую сборник гимнов для Церкви Объединённых братьев во Христе. Сам сочинил тексты и музыку для множества гимнов, нередко подписывая их псевдонимом Amicus (с лат. — «Друг»).